# Miha Mohor
Miha Mohor, slovenski hokejist in športni pedagog, * 17. junij 1980, Slovenija.
Mohor že vso svojo dosedanjo kariero, od sezone 2000/2001, igra za klub HDK Maribor, za katerega je na sto trinajstih tekmah dosegel petintrideset golov in triindvajset podaj.

## Pregled kariere
Odebeljeno - reprezentančni nastopi, glej tudi Statistika pri hokeju na ledu.
| Moštvo      | Liga           | Sezona |    | Redni del | Redni del | Redni del | Redni del | Redni del | Redni del |   | Končnica | Končnica | Končnica | Končnica | Končnica | Končnica |
| ----------- | -------------- | ------ | -- | --------- | --------- | --------- | --------- | --------- | --------- | - | -------- | -------- | -------- | -------- | -------- | -------- |
| Moštvo      | Liga           | Sezona | OT | G         | P         | T         | +/-       | KM        | OT        | G | P        | T        | +/-      | KM       |          |          |
| HDK Maribor | Slovenska liga | 00/01  |    | 16        | 5         | 4         | 9         |           | 10        |   |          |          |          |          |          |          |
| HDK Maribor | Slovenska liga | 01/02  |    | 12        | 2         | 3         | 5         |           | 14        |   |          |          |          |          |          |          |
| HDK Maribor | Slovenska liga | 02/03  |    | 19        | 8         | 2         | 10        |           | 4         |   |          |          |          |          |          |          |
| HDK Maribor | Slovenska liga | 03/04  |    | 17        | 5         | 7         | 12        |           | 14        |   |          |          |          |          |          |          |
| HDK Maribor | Slovenska liga | 04/05  |    | 19        | 3         | 0         | 3         |           | 14        |   |          |          |          |          |          |          |
| HDK Maribor | Slovenska liga | 05/06  |    | 10        | 5         | 4         | 9         |           | 2         |   |          |          |          |          |          |          |
| HDK Maribor | Slovenska liga | 06/07  |    | 13        | 6         | 2         | 8         |           | 28        |   |          |          |          |          |          |          |
| HDK Maribor | Slovenska liga | 07/08  |    | 7         | 1         | 1         | 2         |           | 12        |   |          |          |          |          |          |          |
| Skupaj      |                |        |    | 113       | 35        | 23        | 58        |           | 98        |   |          |          |          |          |          |          |